# Máđeroaivi
Máđeroaivi är en kulle i Finland. Den ligger i Enontekis i landskapet Lappland, i den norra delen av landet, 1 000 km norr om huvudstaden Helsingfors. Toppen på Máđeroaivi är 585 meter över havet.
Terrängen runt Máđeroaivi är huvudsakligen platt.  Trakten runt Máđeroaivi är nära nog obefolkad, med mindre än två invånare per kvadratkilometer. Det finns inga samhällen i närheten. Omgivningarna runt Máđeroaivi är i huvudsak ett öppet busklandskap.